# Dart (rivière d'Otago)
Pour les articles homonymes, voir Dart.
La rivière Dart (anglais : Dart River, 'Te Awa Wakatipu' en langage Maori), est un cours d’eau de la région d’Otago dans l’Île du Sud de la Nouvelle-Zélande, dans le District de Queenstown-Lakes.

## Géographie

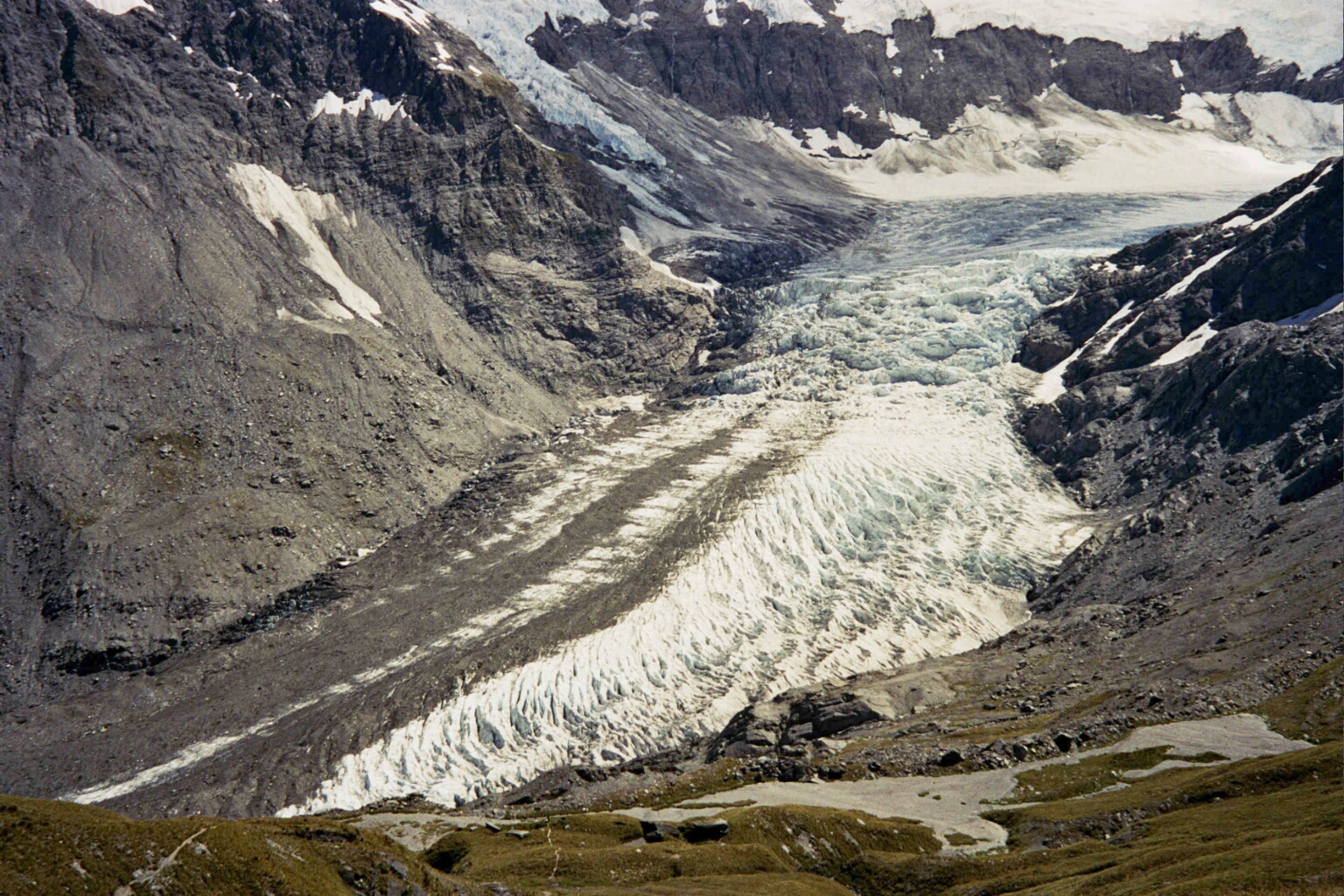
Le glacier Dart qui est la source de la rivière Dart)

Elle s’écoule vers le sud-ouest à travers une contrée de forêt épaisse située dans la partie sud-ouest de l’Île du Sud, qui fait partie du Parc national du mont Aspiring. Elle s’oriente ensuite vers le sud sur 60 km depuis sa source située dans les Alpes du Sud et en particulier à partir du glacier Dart, pour aller se déverser dans l’extrémité nord du Lac Wakatipu près de la ville de Glenorchy,.

## Nom
Elle fut dénommée ainsi en 1860 par le propriétaire des terres 'William Gilbert Rees', qui choisit ce nom pour la « rivière aux flots rapides » (dart signifie en effet fléchette en anglais).

## Aménagements et écologie
Plusieurs chemins de randonnées réputés se trouvent à proximité et notamment le Rees-Dart Track, qui suit la vallée de la rivière Dart et passe à la proximité de la rivière Rees.
Des opérateurs de jetboats (en) opèrent sur le cours de la rivière.
La rivière Dart, comme de nombreuses autres zones autour de la ville de Glenorchy et de Queenstown, a été le siège de prises de vues pour différentes scènes du film Trilogie du ‘Seigneur des anneaux’. Un exemple de ces localisations est Isengard, filmé au Paddock de Dan et la Lothlórien dans la forêt située juste au nord.
La vallée supérieure de la rivière fut en 1989 le site de l’un des pires accidents aériens de l’histoire de la Nouvelle-Zélande, quand un Britten-Norman Islander de la société Aspiring Air (en) s’écrasa, tuant les dix personnes qui étaient à son bord.

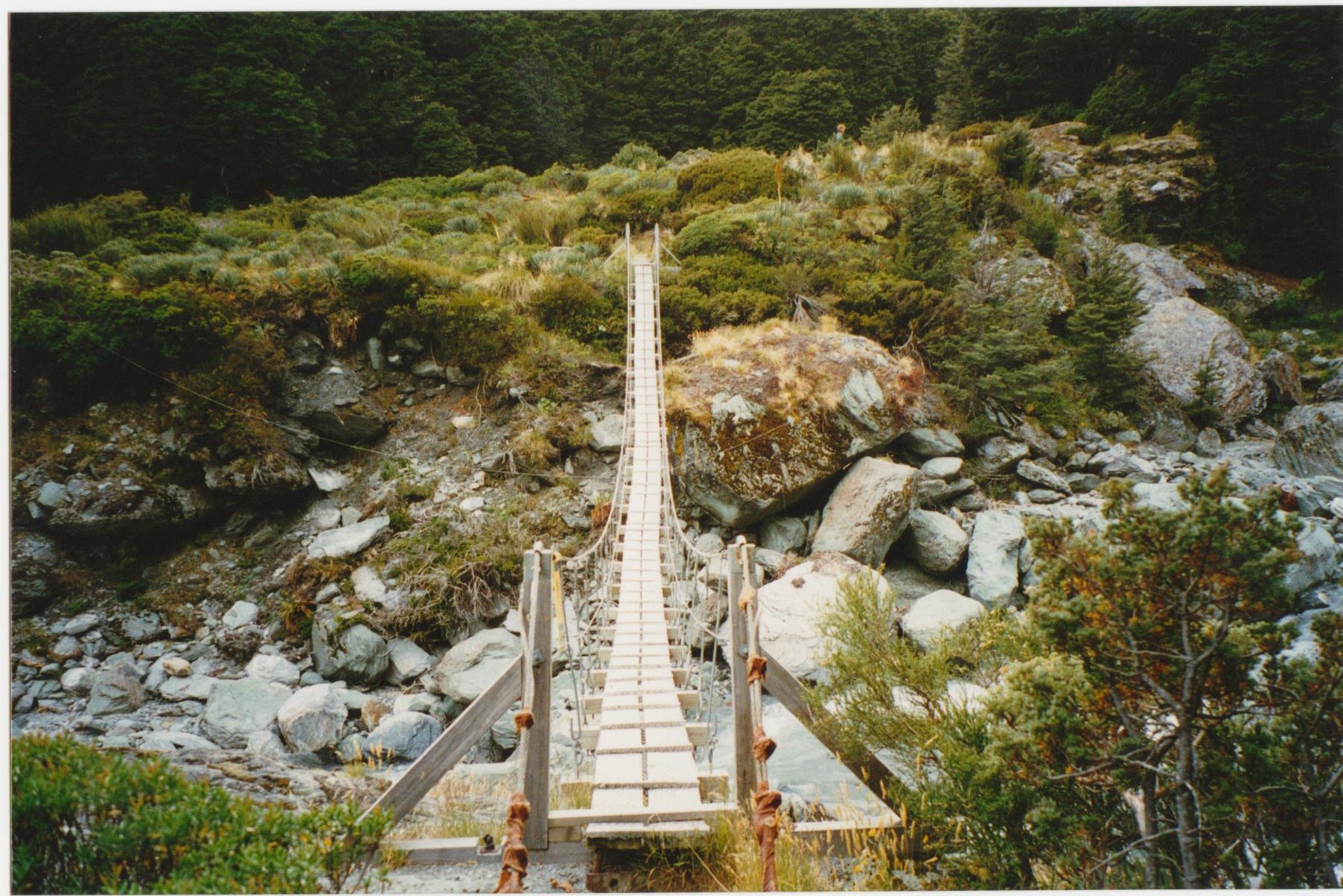
Pont suspendu au-dessus de la partie supérieure de la rivière Dart dans la région d’Otago en Nouvelle-Zélande